# Neues Rathaus (Limburg an der Lahn)

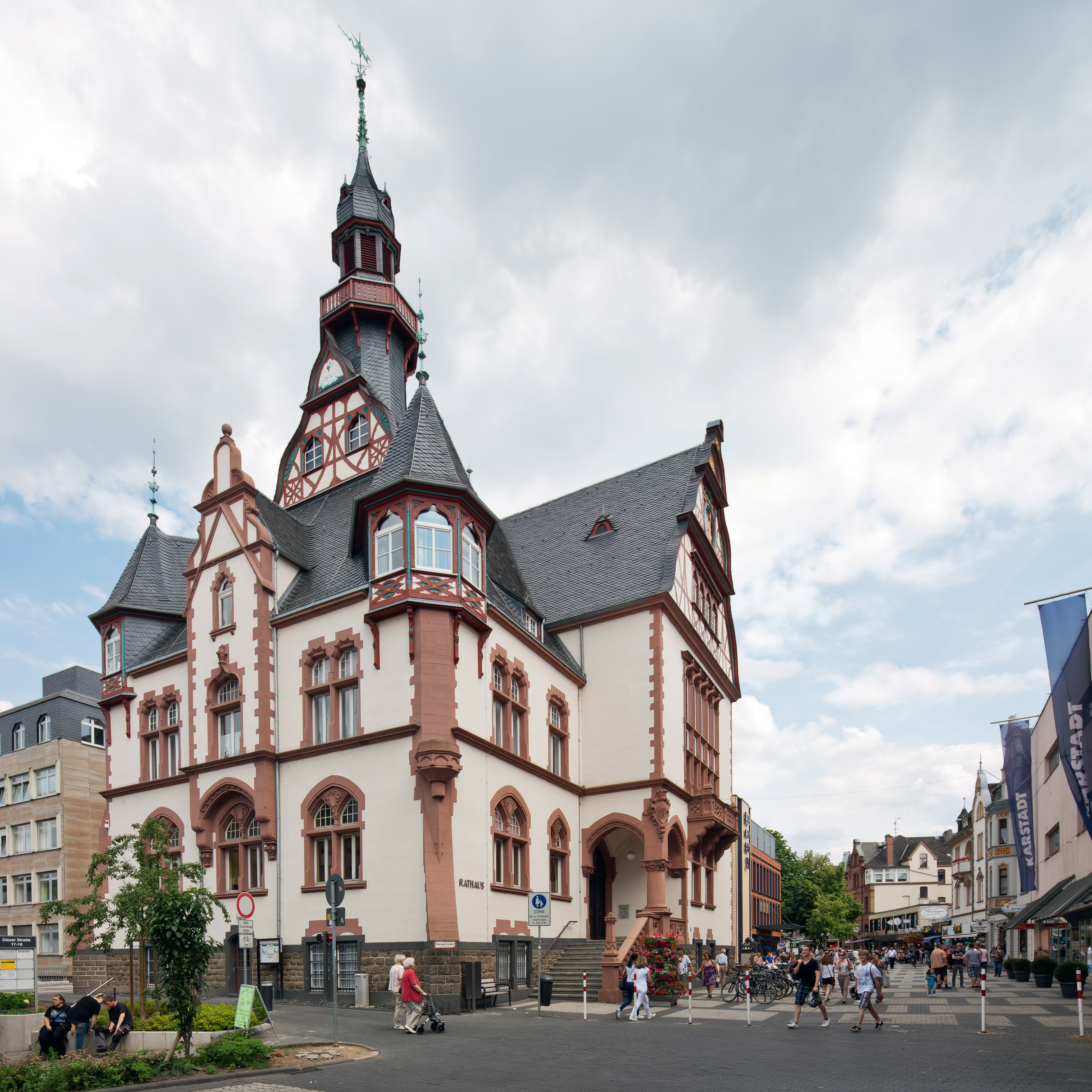
Neues Rathaus von Südwesten

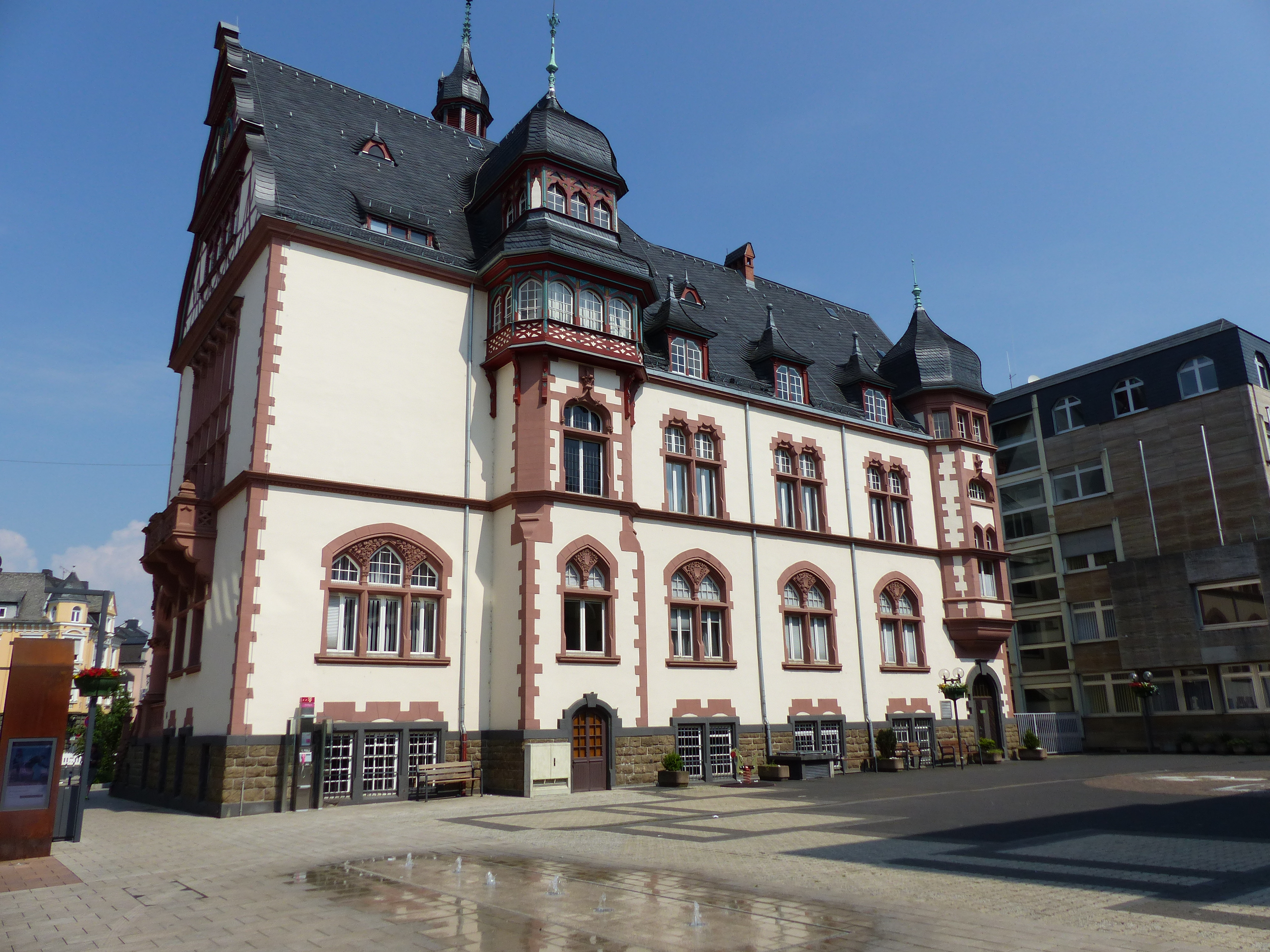
Neues Rathaus von Osten. Rechts der Ende der 1960er-Jahre begonnene Anbau, im Vordergrund der Europaplatz.

Das Neue Rathaus ist seit 1900 das Rathaus der mittelhessischen Kreisstadt Limburg an der Lahn.
Seit spätestens 1502 wurde das Haus Fischmarkt 21 als Rathaus genutzt, dieses wurde jedoch im 19. Jahrhundert zu klein. Ab 1865 zog die Verwaltung in ein Schulgebäude am Neumarkt, bevor am 1. Dezember 1892 die Stadtverordnetenversammlung einen Neubau beschloss. Am 31. Oktober 1895 kaufte die Stadt schließlich ein Grundstück an der kürzlich erschlossenen Werner-Senger-Straße; 1897 wurden die Pläne fertiggestellt. Verantwortlich für den 100.000 Mark teuren Bau zeichneten der Wiesbadener Stadtbaumeister Felix Genzmer, dem der größere Anteil zugeschrieben wird, sowie der Limburger Stadtbaumeister Joseph Kauter. Laut Inschrift im Giebel wurde das Gebäude 1898 fertig gestellt, der Bezug erfolgte 1899 bis 1900.
In den Jahren 1968 bis 1970 wurde an der Nordseite des Gebäudes ein Neubau errichtet, der über eine Glasbrücke mit dem Altbau verbunden ist. 1993 wurden zwei weitere Geschosse aufgesetzt. Dieser Anbau sowie weitere „Betonzweckbauten der sechziger und siebziger Jahre“ in direkter Nachbarschaft beeinträchtigen die „ästhetische wie städtebauliche Ausstrahlung“ des ursprünglich als alleinstehend geplanten Gebäudes.
Im Turm befindet sich ein Glockenspiel, dessen Repertoire 33 Lieder umfasst, darunter die Nationalhymnen der Partnerstädte sowie traditionelle deutsche Kinderlieder. Die Auswahl der gespielten Lieder wird in unregelmäßigen Abständen verändert. Internationale Aufmerksamkeit erfuhr das Glockenspiel im Februar 2017, als berichtet wurde, Bürgermeister Marius Hahn habe auf Anfrage einer vegan lebenden Bürgerin, die in der Nähe des Rathauses arbeite, das Lied Fuchs, du hast die Gans gestohlen aus dem Repertoire gestrichen. Daraufhin wurde Hahn beschimpft. Die Bürgerin erhielt – nach Darstellung eines politischen Internetportals – Morddrohungen. In der Folge stellten Hahn und die Bürgerin in verschiedenen Interviews klar, es habe sich um einen scherzhaften Gefallen gehandelt; auch werde das Lied bei einem weiteren Wechsel des aktiven Repertoires wieder aufgenommen. Zu Ostern 2017 kündigte Hahn an, das Lied werde nach den Feiertagen wieder in das aktive Repertoire aufgenommen.
Das Limburger Rathaus gilt als „überregional bedeutendes Beispiel für einen Verwaltungsbau des Späthistorismus“ und ist Kulturdenkmal aus geschichtlichen, kulturellen sowie städtebaulichen Gründen.